# Micrapate fusca
Micrapate fusca är en skalbaggsart som först beskrevs av Pierre Lesne 1899.  Micrapate fusca ingår i släktet Micrapate och familjen kapuschongbaggar. Inga underarter finns listade i Catalogue of Life.